# Maison forestière
 (août 2010).

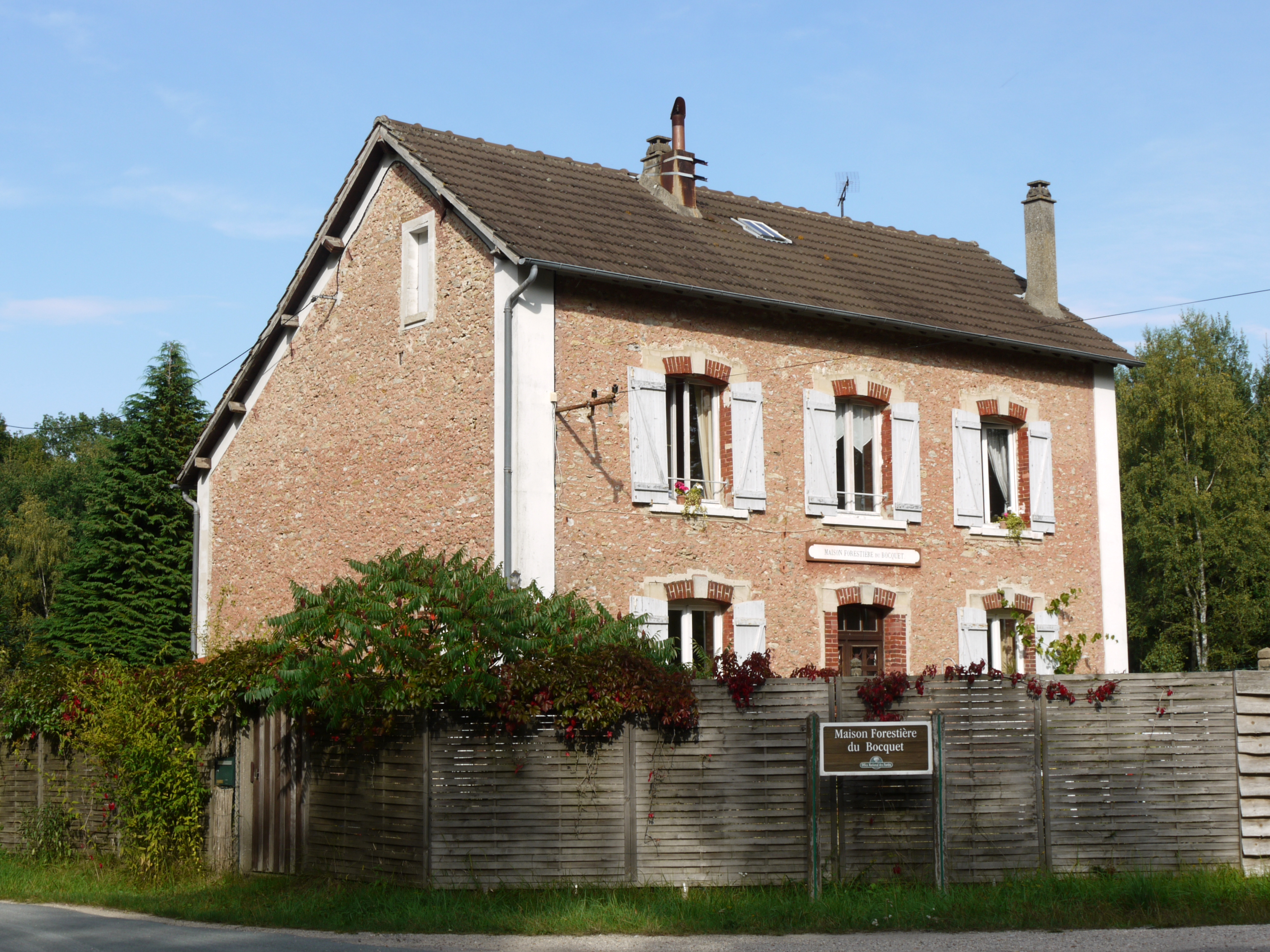
Maison forestière du Bocquet dans la forêt de Rambouillet (Yvelines).

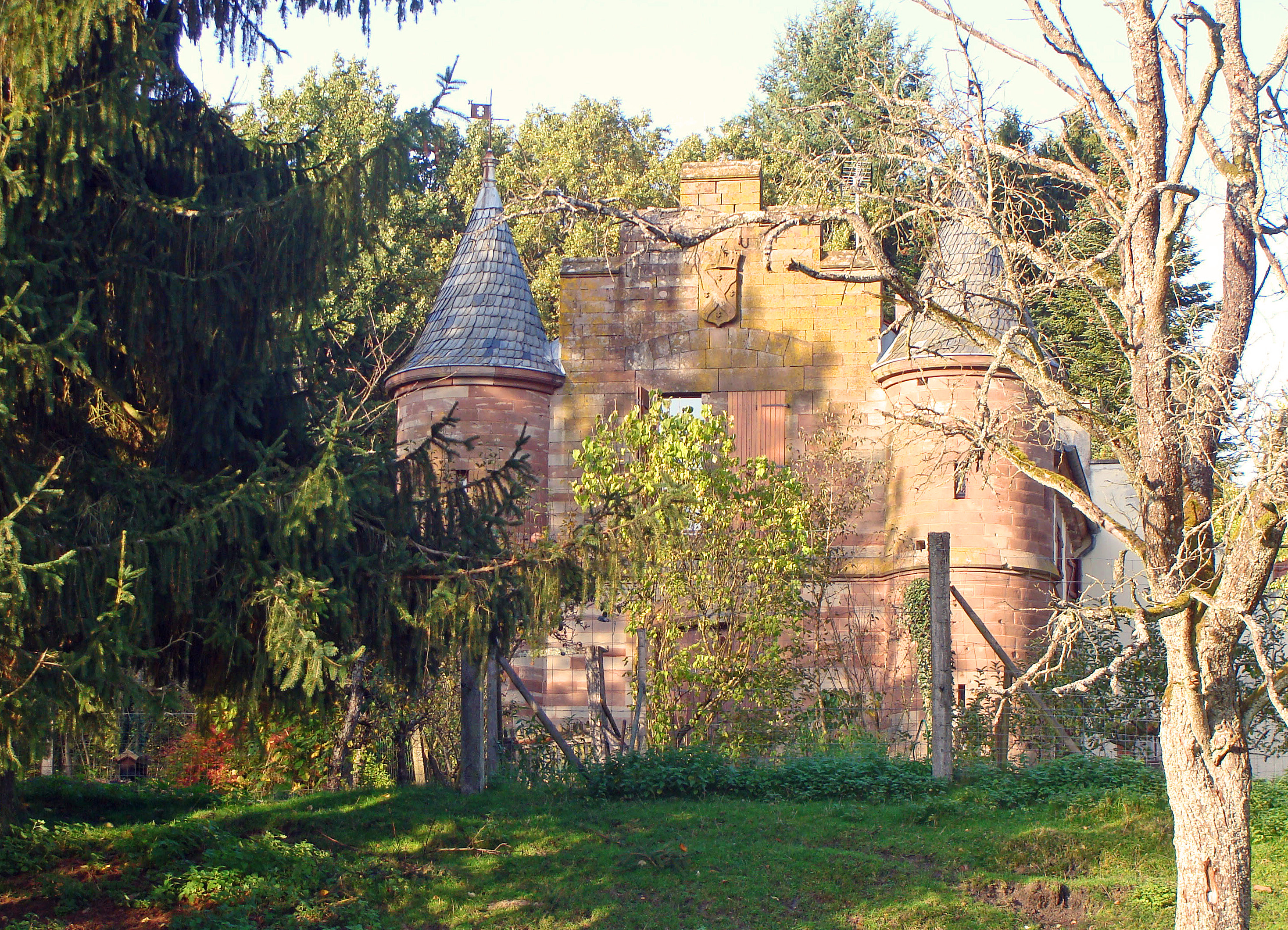
Maison forestière Saint Hubert à Sarralbe (Moselle).

Une maison forestière est un logement de fonction destiné à accueillir un ou plusieurs gardes forestiers et généralement situé en bordure de forêt. 

## Les maisons forestières en France

### En général
En France, l'Office national des forêts (ONF) gère environ 2 000 maisons forestières liées à des forêts domaniales, qui relèvent de la propriété de l'État. Il existe deux statuts pour ces maisons : certaines appartiennent à l'ONF et sont généralement situées hors des massifs forestiers concernés ; les autres appartiennent à l'État et l'ONF en dispose par le biais d'un bail emphytéotique. 
Depuis le début des années 2000, l'ONF est amenée à vendre les maisons forestières dont elle n'a plus l'usage afin d'obtenir des ressources financières. C'est particulièrement le cas des maisons situées en lisière de forêt, dont la cession n'aboutit pas à créer d'enclave dans le domaine forestier,.

### Exemples
La forêt du Gâvre (Loire-Atlantique), d'une superficie de 45 km² (4 500 hectares), est pourvue de cinq maisons forestières.

### Les maisons forestières des Landes de Gascogne

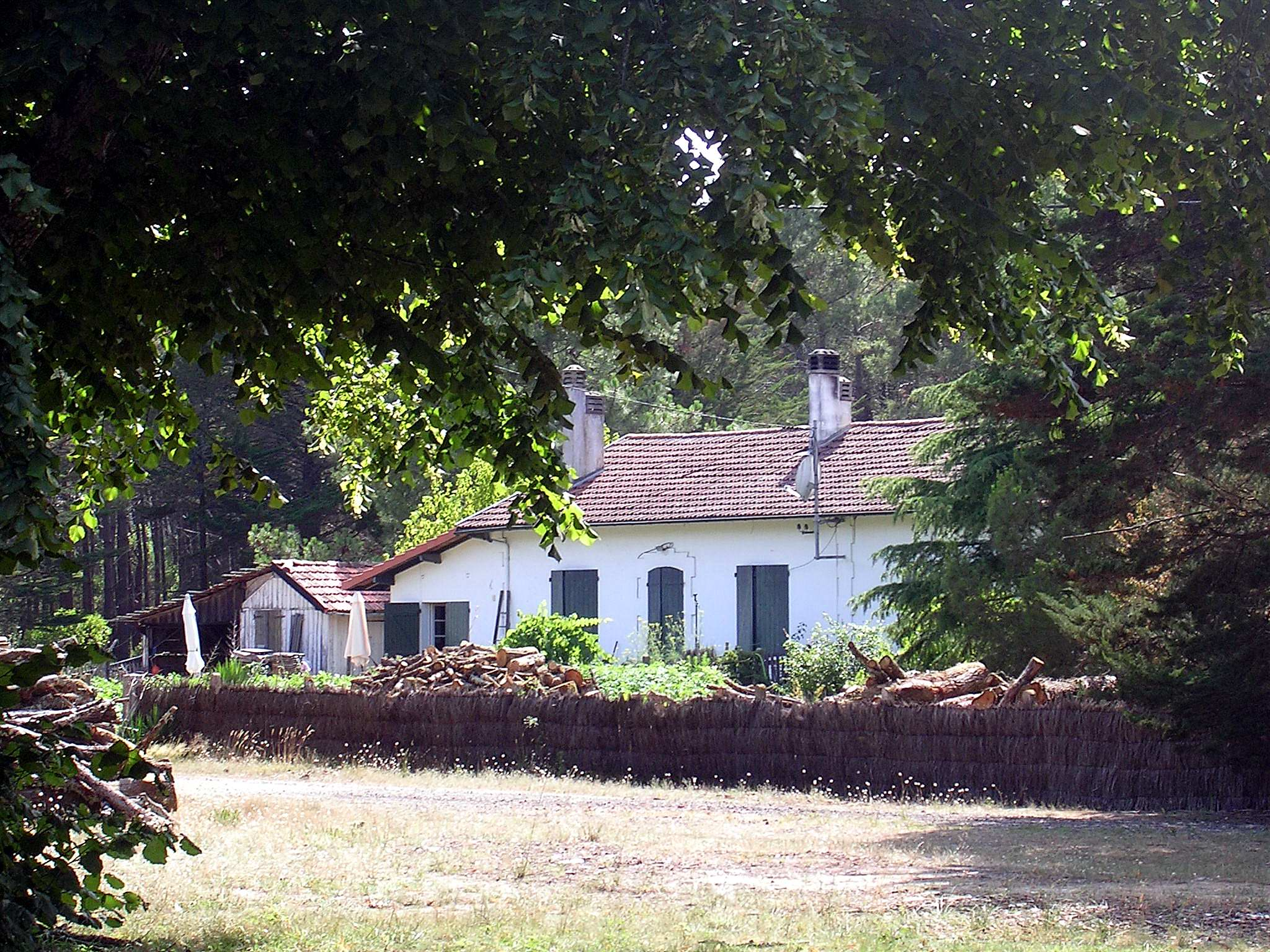
Maison forestière de Lespecier, à Mimizan (Landes).

Les maisons forestières originelles du littoral landais (départements des Landes et de la Gironde) ont été bâties dans les années 1863-1866. Elles sont situées en général dans une dépression interdunale (lette) à un ou deux kilomètres de l'océan, au cœur du domaine des dunes, après que celui-ci, progressivement couvert de pins maritimes à partir des années 1810, est devenu forestier sous l'égide d'abord des Ponts et Chaussées, puis des Eaux et Forêts et propriété de l'État[pas clair]. 
Ces maisons restent pendant plus d'un demi-siècle les seules habitations présentes dans ce nouvel espace forestier[pas clair]. Les gardes forestiers les aménagent pour y vivre avec le plus d'autonomie possible. Ils y resteront jusqu'au début des années 1970.

## Dans d'autres pays
- Pays anglo-saxons : Forester's lodges
- Pays germaniques et néerlandophones : Forsthaus
- Pologne : Leśniczówka
- Espagne : Casa forestal

On trouve des maisons forestières dans nombre de pays. La tendance actuelle est leur transformation en établissement touristiques liés à la forêt près de laquelle elles se trouvent (hôtel, maison de vacances, etc.). 